# 1912 w muzyce
Wydarzenia muzyczne w 1912 roku.

## Wydarzenia
- 28 lutego – W Kopenhadze odbyła się premiera Symfonii nr 3 autorstwa Carla Nielsena.
- 26 czerwca – W Wiedniu odbyła się premiera Symfonii nr 9 autorstwa Gustava Mahlera.
- Premiera melodramatu Pierrot Lunaire autorstwa Arnolda Schönberga.

## Urodzili się
- 6 stycznia – Hans Richter-Haaser, niemiecki pianista (zm. 1980)
- 8 stycznia – Arkadij Filipenko, ukraińsko-radziecki kompozytor muzyki filmowej (zm. 1983)
- 12 stycznia – Trummy Young, amerykański puzonista jazzowy (zm. 1984)
- 27 stycznia – Henryk Rostworowski, polski poeta, piosenkarz, tłumacz (zm. 1984)
- 30 stycznia – Herivelto Martins, brazylijski kompozytor, piosenkarz i muzyk (zm. 1992)
- 2 lutego – Zbigniew Rawicz, polski piosenkarz (zm. 1966)
- 4 lutego – Erich Leinsdorf, amerykański dyrygent pochodzenia austriackiego (zm. 1993)
- 10 lutego – Henry Krips, australijski dyrygent pochodzenia austriackiego (zm. 1987)
- 21 lutego – Nikita Magaloff, gruziński pianista (zm. 1992)
- 22 lutego – Jadwiga Szajna-Lewandowska, polska pianistka, kompozytorka i pedagog (zm. 1994)
- 4 marca – Ferdinand Leitner, niemiecki dyrygent (zm. 1996)
- 11 marca – Xavier Montsalvatge, hiszpański i kataloński kompozytor oraz krytyk muzyczny (zm. 2002)
- 14 marca – Les Brown, amerykański muzyk jazzowy; klarnecista, saksofonista, kompozytor i aktor (zm. 2001)
- 16 marca – Les Lieber, amerykański saksofonista jazzowy (zm. 2018)
- 22 marca – Martha Mödl, niemiecka śpiewaczka (sopran) (zm. 2001)
- 12 kwietnia – Gjyzepina Kosturi, albańska śpiewaczka operowa (sopran) (zm. 1985)
- 17 kwietnia – Mártha Eggerth, węgierska śpiewaczka operowa, operetkowa i musicalowa (sopran koloraturowy), aktorka; żona Jana Kiepury (zm. 2013)
- 20 kwietnia – Küläsz Bajseitowa, kazachska i radziecka artystka operowa (sopran liryczno-koloraturowy), Ludowy Artysta ZSRR (zm. 1957)
- 21 kwietnia – Feike Asma, holenderski kompozytor i organista (zm. 1984)
- 22 kwietnia – Kathleen Ferrier, angielska śpiewaczka operowa (kontralt) (zm. 1953)
- 27 kwietnia – Renato Rascel, włoski aktor, piosenkarz, tancerz i autor tekstów (zm. 1991)
- 13 maja – Gil Evans, amerykański muzyk jazzowy (zm. 1988)
- 15 maja – Arthur Berger, amerykański kompozytor, pedagog, krytyk muzyczny (zm. 2003)
- 17 maja
  - Feliks Rudomski, polski śpiewak operowy (bas) i pedagog (zm. 2000)
  - Sándor Végh, węgierski skrzypek i pedagog (zm. 1997)
- 18 maja – Perry Como, amerykański piosenkarz (zm. 2001)
- 23 maja – Jean Françaix, francuski kompozytor (zm. 1997)
- 24 maja – Joan Hammond, australijska śpiewaczka operowa, nauczycielka śpiewu i golfistka (zm. 1996)
- 5 czerwca – Wojciech Dzieduszycki, polski tenor, artysta kabaretowy (zm. 2008)
- 17 czerwca – Don Gillis, amerykański kompozytor muzyki poważnej (zm. 1978)
- 29 czerwca – José Pablo Moncayo, meksykański pianista, perkusista, pedagog, kompozytor i dyrygent (zm. 1958)
- 8 lipca – Christel Goltz, niemiecka śpiewaczka operowa (sopran) (zm. 2008)
- 11 lipca – Sergiu Celibidache, rumuński dyrygent (zm. 1996)
- 14 lipca
  - Majer Bogdański, polski muzyk i kompozytor, polityk, wojskowy (zm. 2005)
  - Woody Guthrie, amerykański piosenkarz (zm. 1967)
- 26 lipca – Buddy Clark, amerykański piosenkarz popowy (zm. 1949)
- 27 lipca – Igor Markevitch, włosko-francuski dyrygent, pianista, kompozytor i pedagog pochodzenia rosyjskiego (zm. 1983)
- 28 lipca – Eleazar de Carvalho, brazylijski dyrygent i kompozytor (zm. 1996)
- 3 sierpnia – Richard Holm, niemiecki śpiewak operowy (tenor) (zm. 1988)
- 4 sierpnia – David Raksin, amerykański kompozytor muzyki filmowej (zm. 2004)
- 16 sierpnia – Stefan Jarociński, polski muzykolog, krytyk, pisarz muzyczny (zm. 1980)
- 19 sierpnia – Bolesław Lewandowski, polski dyrygent, kompozytor i pedagog (zm. 1981)
- 23 sierpnia – Gene Kelly, amerykański piosenkarz (zm. 1996)
- 26 sierpnia – Léo Marjane, francuska piosenkarka (zm. 2016)
- 2 września – Gwidon Borucki, polski aktor, muzyk, piosenkarz, żołnierz armii gen. Andersa (zm. 2009)
- 5 września – John Cage, amerykański kompozytor (zm. 1992)
- 6 września – Zenon Jaruga, polski piosenkarz, spiker i reżyser radiowy (zm. 2004)
- 17 września – Irena Kwiatkowska, polska aktorka teatralna, filmowa i telewizyjna, artystka kabaretowa (zm. 2011)
- 19 września – Kurt Sanderling, niemiecki dyrygent pochodzenia żydowskiego (zm. 2011)
- 21 września – György Sándor, amerykański pianista i pedagog węgierskiego pochodzenia (zm. 2005)
- 23 września – Irena Pfeiffer, polska kompozytorka, dyrygentka i pedagog (zm. 1996)
- 25 września – Roman Iżykowski, polski kompozytor, muzykolog, pedagog (zm. 1999)
- 11 października – Fedora Alemán, wenezuelska śpiewaczka operowa (sopran) (zm. 2018)
- 15 października – Nellie Lutcher, amerykańska wokalistka jazzowa (zm. 2007)
- 21 października – Georg Solti, węgierski dyrygent (zm. 1997)
- 27 października – Conlon Nancarrow, amerykańsko-meksykański kompozytor, znany przede wszystkim z utworów na pianolę (zm. 1997)
- 29 października – Henryk Trzonek, polski altowiolista (zm. 1943)
- 31 października – Dale Evans, amerykańska aktorka, piosenkarka (zm. 2001)
- 1 listopada – Franz Jackson, amerykański saksofonista i klarnecista (zm. 2008)
- 3 listopada – Mieczysław Drobner, polski kompozytor, muzykolog i pedagog (zm. 1986)
- 8 listopada – June Havoc, amerykańska aktorka, tancerka, scenarzystka i reżyserka teatralna (zm. 2010)
- 11 listopada – Paweł Kaleta, polski kompozytor i działacz społeczny (zm. 1991)
- 24 listopada – Teddy Wilson, amerykański pianista jazzowy (zm. 1986)
- 29 listopada – Viola Smith, amerykańska perkusistka (zm. 2020)
- 5 grudnia – Marshal Royal, amerykański saksofonista i klarnecista jazzowy (zm. 1995)
- 24 grudnia – Natalino Otto, właśc. Natale Codognotto, włoski piosenkarz, aktor i producent muzyczny (zm. 1969)
- 28 grudnia – Jurij Lewitin, rosyjski kompozytor muzyki poważnej i filmowej, pianista (zm. 1993)

## Zmarli
- 18 stycznia – Hermann Winkelmann, niemiecki śpiewak operowy (tenor) (ur. 1849)
- 8 lutego – Kazimierz Danysz, polski pianista, dyrygent, kompozytor (ur. 1840)
- 15 kwietnia
  - Wallace Hartley, angielski wiolonczelista, dyrektor orkiestry na pokładzie RMS Titanic (ur. 1878)
  - Georges Alexandre Krins, belgijski skrzypek, członek orkiestry na pokładzie RMS Titanic (ur. 1889)
- 30 kwietnia – František Kmoch, czeski kompozytor i dyrygent (ur. 1848)
- 19 maja – Alphonse Hasselmans, francuski harfista, kompozytor i pedagog (ur. 1845)
- 26 maja – Jan Blockx, belgijski kompozytor, pianista i pedagog (ur. 1851)
- 13 sierpnia – Jules Massenet, francuski kompozytor (ur. 1842)
- 1 września – Samuel Coleridge-Taylor, brytyjski kompozytor muzyki poważnej (ur. 1875)
- 30 października – Jan Gall, polski kompozytor (ur. 1856)
- 28 października – Edgar Tinel, belgijski kompozytor, pianista i pedagog (ur. 1854)
- 6 listopada – Mykoła Łysenko, ukraiński kompozytor, pianista, dyrygent i etnomuzykolog (ur. 1842)
- 11 listopada – Józef Wieniawski, polski pianista, kompozytor i dyrygent (ur. 1837)

## Wydane utwory
- "Giannina Mia" – Rudolf Friml
- "Yiddisha Professor" – Irving Berlin

## Opera
- Richard Strauss – Ariadne auf Naxos